# Amidine
Les amidines sont une classe de composés organiques comportant un groupe fonctionnel C(=NH)NH2 homologue d'un amide dans lequel l'atome d'oxygène de l'oxo est remplacé par le groupe NH.

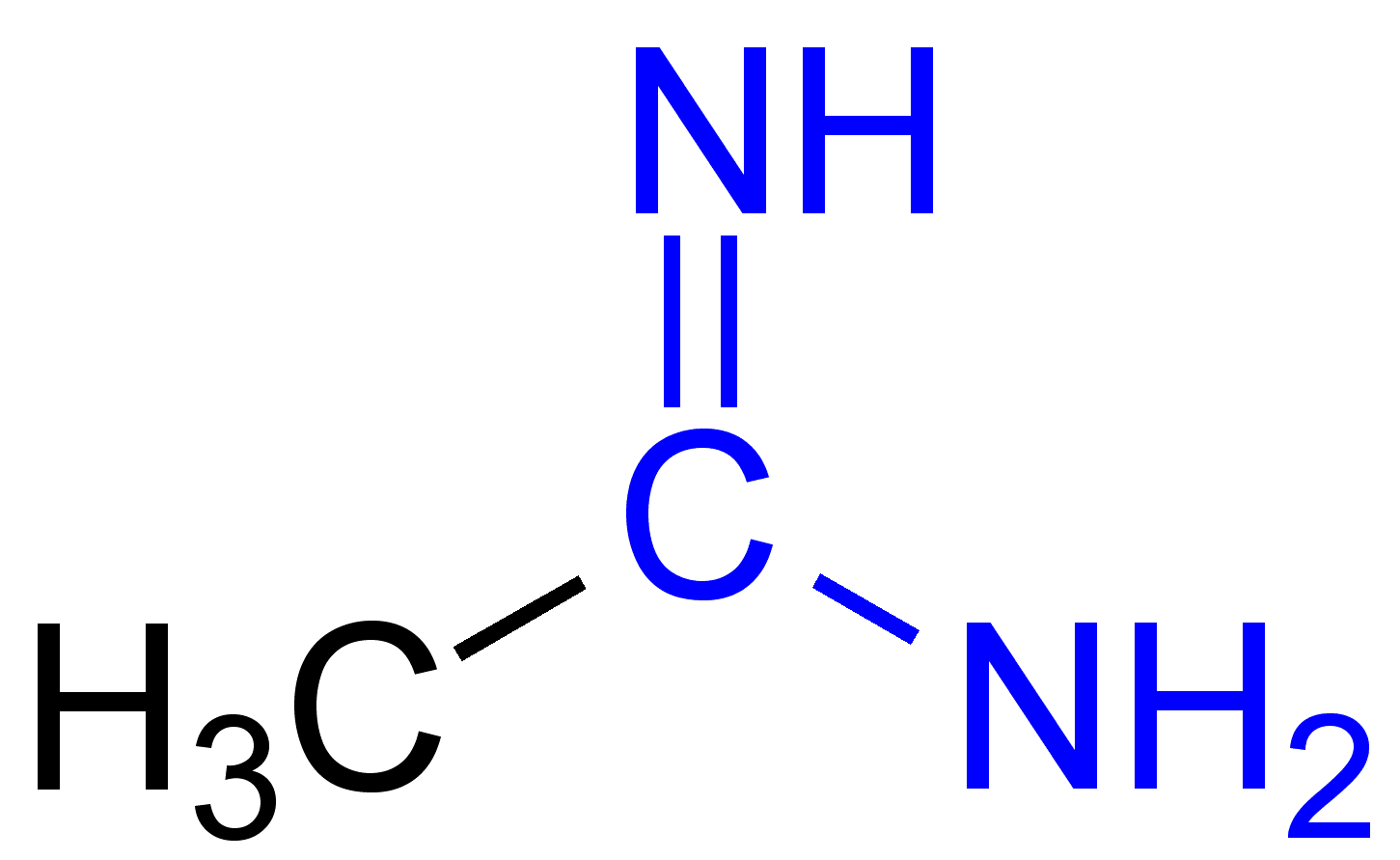
Formule topologique de l'acétamidine

Elles sont dérivées des oxoacides.